# 紋身蝴蝶魚
紋身蝴蝶魚，又稱細紋蝴蝶魚，俗名黑影蝶、新月蝶，為輻鰭魚綱鱸形目蝴蝶魚科的其中一種。

## 分布
本魚分布於印度太平洋區，包括東非、紅海、波斯灣、馬爾地夫、葛摩、模里西斯、塞席爾群島、斯里蘭卡、馬來西亞、泰國、菲律賓、印尼、中國南海、東海、日本、台灣、越南、新幾內亞、所羅門群島、澳洲、馬里亞納群島、馬紹爾群島、密克羅尼西亞、帛琉、諾魯、斐濟群島、夏威夷群島、法屬波里尼西亞、復活節島、加拉巴哥群島、東加、吉里巴斯、吐瓦魯、萬納杜、薩摩亞群島、厄瓜多、墨西哥等海域。

## 深度
水深2至171公尺。

## 特徵
本魚體色以白色為主，吻部呈淡褐色、背鰭、臀鰭、尾鰭及身體的後上方為深黃色。具褐色眼帶，體側有許多褐色的細橫帶，自背鰭鰭棘部基部經尾柄至臀鰭鰭條部後1/2處的基底，有一狀如新月的黑斑。鰭硬棘12枚、軟條24至27枚；臀鰭硬棘3枚、軟條20至22枚。體長可達36公分。

## 生態
本魚棲息在礁湖和向海礁坡，常成對出現在珊瑚茂密處。屬肉食性，以底棲小動物和海葵等為食物。本種乃本科體型最大的一種。

## 經濟利用
為高價值的觀賞性魚類，不供食用。